# 坎西瓦桑
坎西瓦桑（法語：Quincy-Voisins，法語發音：[kɛ̃si vwazɛ̃] ⓘ）是法国塞纳-马恩省的一个市镇，属于莫城区。

## 地理
坎西瓦桑（48°53'58"N, 2°52'25"E）面积10.33 平方千米，位于法国法蘭西島大區塞纳-马恩省，该省份为法国北部内陆省份，北起瓦兹省，西接埃松省、马恩河谷省、塞纳-圣但尼省和瓦兹河谷省，南至卢瓦雷省，东南接约讷省，东临马恩省和奥布省，东北接埃纳省。
与坎西瓦桑接壤的市镇（或旧市镇、城区）包括：布勒尔、布蒂尼、孔代圣利比艾尔、库伊蓬托达姆、马勒伊莱莫。
坎西瓦桑的时区为UTC+01:00、UTC+02:00（夏令时）。

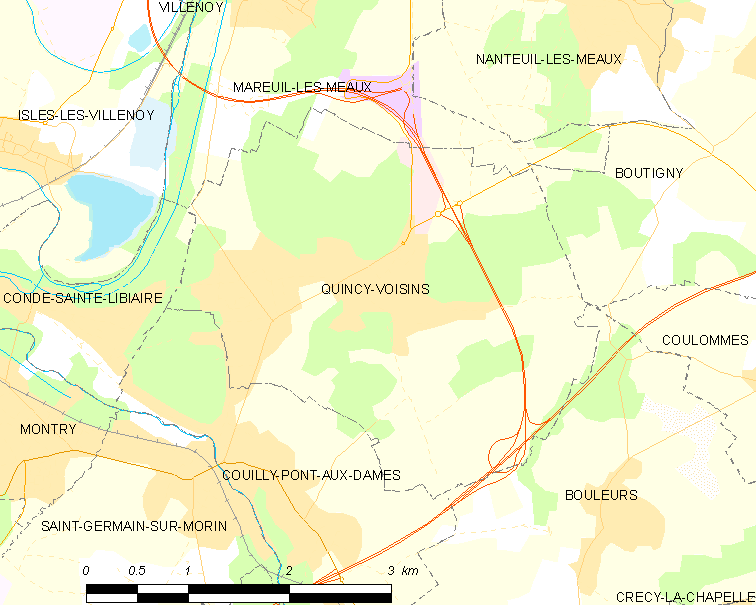
坎西瓦桑的OSM定位图

## 行政
坎西瓦桑的邮政编码为77860，INSEE市镇编码为77382。

## 政治
坎西瓦桑所属的省级选区为塞里斯县。

## 人口

1962-2008年间坎西瓦桑人口变化图示

坎西瓦桑于2022年1月1日时的人口数量为5506人。